# Elkalyce cinereicatenata
Elkalyce cinereicatenata är en fjärilsart som beskrevs av Felix Bryk 1946. Elkalyce cinereicatenata ingår i släktet Elkalyce och familjen juvelvingar. Inga underarter finns listade i Catalogue of Life.